# Оленья кожа
«Оленья кожа» (фр. Le Daim) — французский комедийный фильм 2019 года, снятый Квентином Дюпьё. Фильм открывал программу «Двухнедельник режиссёров» на Каннском кинофестивале 2019.

## Сюжет
Жорж, 44-летний мужчина, покупает у пожилого человека, живущего в селе, винтажную кожаную мотоциклетную куртку с кружевами за 7500 евро. Продавец также дает ему цифровую видеокамеру, которая ему не нужна.
После покупки куртки Джордж селится в небольшом отеле в близлежащей горной деревушке. Поскольку все свои деньги он отдал на куртку, он оставляет свое обручальное кольцо в качестве залога у администратора отеля, рассчитывая снять деньги с банковской карты и рассчитаться за проживание позднее.
В кафе он встречает местного бармена — молодую женщину по имени Дениз, и представляется ей режиссером, приехавшим в город на съемки. Дениз — любительница видеомонтажа, и рассказ Жоржа заинтересовал её.
Жорж обнаруживает, что его бывшая жена, с которой он развелся, заблокировала его банковский счет. Он начинает слышать, как его куртка говорит ему, что она мечтает стать единственной курткой в мире. Жорж убеждает Дениз финансировать его фильм, который она будет монтировать. Он использует деньги, которые она ему дала, чтобы заплатить нескольким местным жителям. Жорж снимает с каждым из них короткую сцену: жители отдают ему свои куртки, которые он затем ворует. Иногда за действиями Жоржа наблюдает молчаливый мальчик, и Жорж однажды бросает в него камень.
Постепенно Жорж, продолжая снимать сцены, собирает полный костюм из оленьей кожи. Когда один из «актеров», ссылаясь на холодную погоду, отказывается отдавать свою куртку, Жорж убивает его. Спустя некоторое время Жорж отрывает лопасть с припотолочного вентилятора в своем номере в отеле, затачивает его края, превратив в оружие, и совершает серию убийств, снимая их на камеру. Он закапывает полученные таким способом куртки в яму за городом.
Дениз, радующаяся новым кадрам, полученным от Жоржа, предлагает снять целый фильм, использовать часть своего наследства для финансирования. Она также признается, что с самого начала знала, что Жорж мошенник. Купив ему пару перчаток из оленьей кожи, она снимает, как он хвастается своим полным костюмом на обочине трассы. Внезапно с другой стороны холма появляется отец мальчика-молчуна и стреляет в Жоржа  из охотничьего ружья. Дениз, не останавливая съемку, снимает куртку с тела Жоржа и надевает её на себя.

## В ролях
- Жан Дюжарден — Жорж
- Адель Энель — Дениз
- Альберт Дельпи — Месье Б.
- Корали Руссье
- Лорен Николас
- Пьер Гомме